# 劉易·布萊克
劉易·布萊克（英語：Lewis Niles Black，1948年8月30日—），美國喜劇演員、作家。他是一位猶太人，出生在馬里蘭州，現在居住在紐約。布萊克是喜劇中心節目《Lewis Black's Root of All Evil》的主持人，並且曾是《每日秀》的常規嘉賓。2013年開始，他擔任美國公民自由聯盟的投票權形象大使。